# Castiarina tropica
Castiarina tropica es una especie de escarabajo del género Castiarina, familia Buprestidae. Fue descrita científicamente por Carter en 1922.